# Morva-sziléziai kerület
Koordináták: é. sz. 49° 48′ 22″, k. h. 18° 00′ 44″49.806111°N 18.012222°E
A Morva-sziléziai kerület (csehül Moravskoslezský kraj) közigazgatási egység Csehország keleti részén. Székhelye Ostrava. Lakosainak száma 1 251 883 fő (2006).
Délről az óramutató járásával megegyező irányba a Zlíni kerület és a Olomouci kerület határolja. Északon az Opolei vajdasággal és a Sziléziai vajdasággal (Lengyelország), míg délkeleten Zsolnai kerülettel (Szlovákia) szomszédos.

## Járások
2005. január 1-jétől, a legutóbbi kerülethatár-módosítás óta a területe 5 427 km², melyen 6 járás osztozik:
| Név (Cseh név)                             | Jel        | Székhely      | Népesség (fő) | Terület (km²) | Népsűrűség (fő/km²) | Községek száma |
| ------------------------------------------ | ---------- | ------------- | ------------- | ------------- | ------------------- | -------------- |
| Bruntáli járás (Okres Bruntál)             | BR         | Bruntál       | 98 858        | 1 536         | 64                  | 67             |
| Frýdek-místeki járás (Okres Frýdek-Místek) | FM         | Frýdek-Místek | 209 326       | 1 208         | 173                 | 72             |
| Karvinái járás (Okres Karviná)             | KI, KA     | Karviná       | 273 173       | 356           | 767                 | 17             |
| Nový Jičín-i járás (Okres Nový Jičín)      | NJ         | Nový Jičín    | 154 255       | 882           | 175                 | 54             |
| Opavai járás (Okres Opava)                 | OP         | Opava         | 179 152       | 1 113         | 161                 | 77             |
| Ostrava városi járás (Okres Ostrava-město) | OS, OT, OV | Ostrava       | 342 918       | 332           | 1 034               | 13             |

## Legnagyobb települések

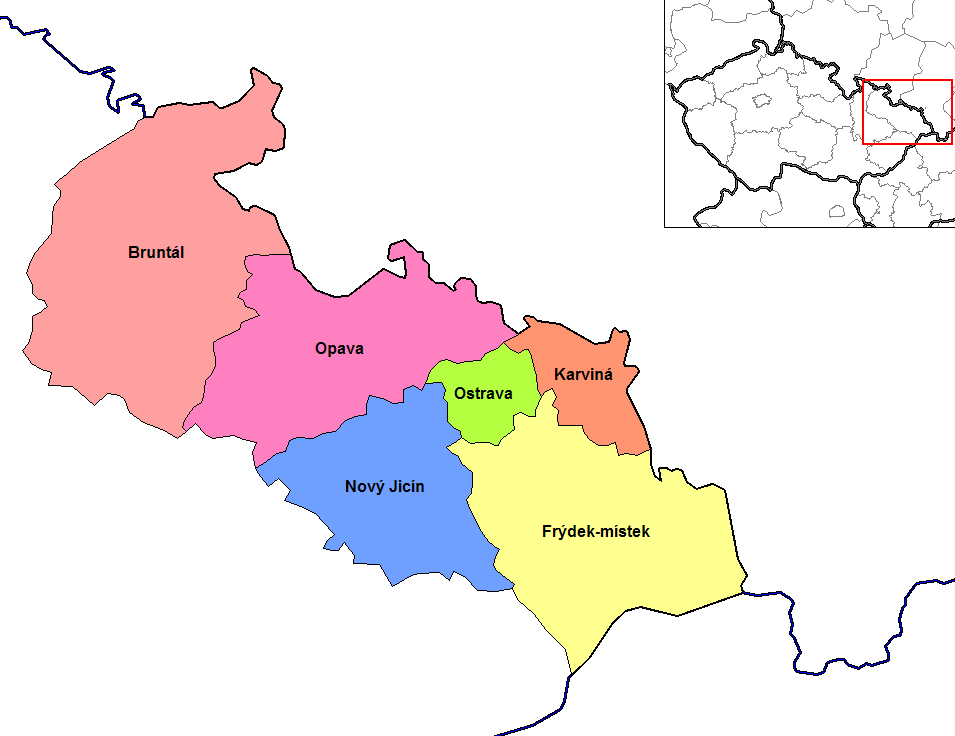
A Morva-Sziléziai kerület járásai

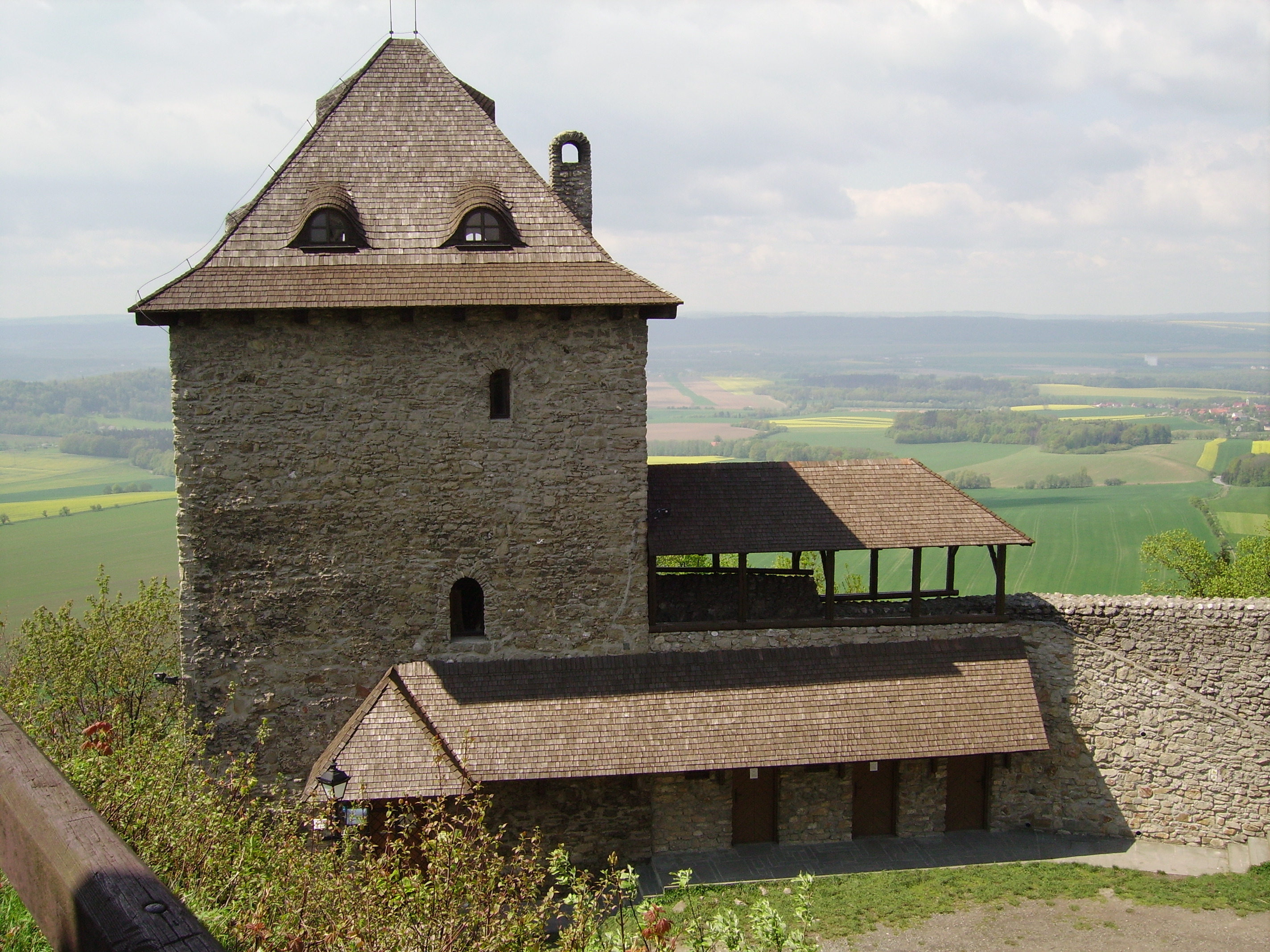
Starý Jičín vára

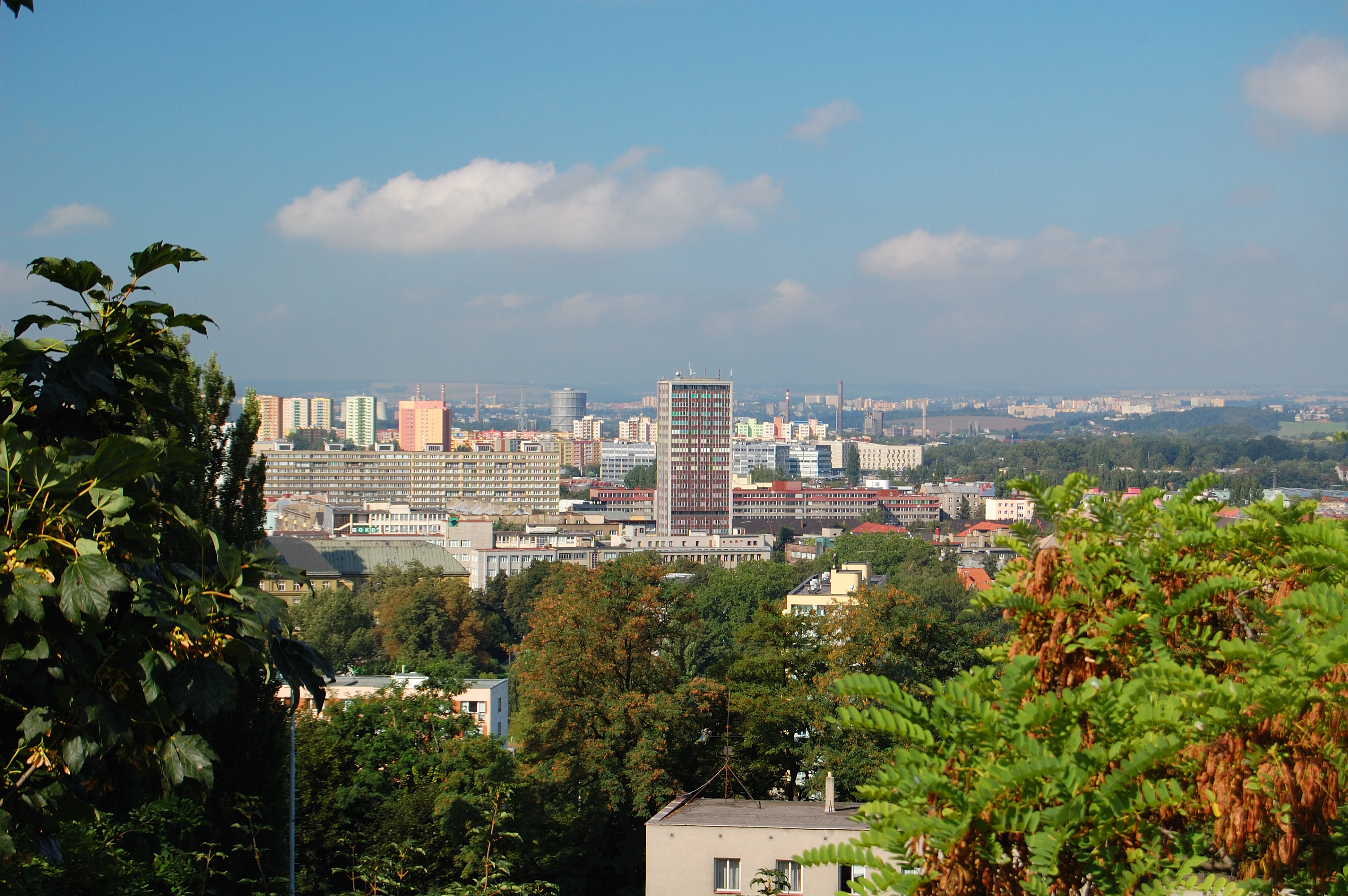
Ostrava

| Név                    | Lakosság (fő, 2005. december 31.) |
| ---------------------- | --------------------------------- |
| Ostrava                | 310.078                           |
| Havířov                | 84.427                            |
| Karviná                | 63.385                            |
| Frýdek-Místek          | 59.682                            |
| Opava                  | 59.426                            |
| Třinec                 | 37.841                            |
| Orlová                 | 33.717                            |
| Nový Jičín             | 26.271                            |
| Český Těšín            | 25.913                            |
| Krnov                  | 25.282                            |
| Kopřivnice             | 23.314                            |
| Bohumín                | 23.028                            |
| Bruntál                | 17.568                            |
| Hlučín                 | 14.201                            |
| Frenštát pod Radhoštěm | 11.201                            |
| Studénka               | 10.261                            |
| Frýdlant nad Ostravicí | 9.698                             |
| Rýmařov                | 8.943                             |
| Příbor                 | 8.764                             |
| Bílovec                | 7.511                             |
| Odry                   | 7.349                             |

## Fordítás
- Ez a szócikk részben vagy egészben  a   Moravian-Silesian Region című angol Wikipédia-szócikk ezen változatának fordításán alapul.  Az eredeti cikk szerkesztőit annak laptörténete sorolja fel. Ez a jelzés csupán a megfogalmazás eredetét és a szerzői jogokat jelzi, nem szolgál a cikkben szereplő információk forrásmegjelöléseként.
- Ez a szócikk részben vagy egészben  a   Moravskoslezský kraj című cseh Wikipédia-szócikk ezen változatának fordításán alapul.  Az eredeti cikk szerkesztőit annak laptörténete sorolja fel. Ez a jelzés csupán a megfogalmazás eredetét és a szerzői jogokat jelzi, nem szolgál a cikkben szereplő információk forrásmegjelöléseként.

## Külső hivatkozások
- Észak-morva honlap (csehül)